# Huaca Malena
La Huaca Malena es un sitio arqueológico ubicado en el distrito de Asia, provincia de Cañete, departamento de Lima en Perú. El sitio cuenta con un museo. Se desarrolló entre 700-1,100 d. C. En el lugar se encontraron 309 fardos funerarios.
Fue un centro ceremonial en el periodo de desarrollos regionales. Luego fue ocupado por los waris que lo utilizaron como cementerio y por último los incas.
La estructura presenta seis plataformas.